# Башини
Башини (пол. Baszyny, нім. Baschin) — село в Польщі, у гміні Кротошин Кротошинського повіту Великопольського воєводства.
Населення — 168 осіб (2011).
У 1975-1998 роках село належало до Каліського воєводства.

## Демографія
Демографічна структура станом на 31 березня 2011 року:
|          | Загалом | Допрацездатний вік | Працездатний вік | Постпрацездатний вік |
| -------- | ------- | ------------------ | ---------------- | -------------------- |
| Чоловіки | 88      | 21                 | 59               | 8                    |
| Жінки    | 80      | 20                 | 50               | 10                   |
| Разом    | 168     | 41                 | 109              | 18                   |